# Municipio Machacamarca
Das Municipio Machacamarca ist ein Verwaltungsbezirk im Departamento Oruro im südamerikanischen Anden-Staat Bolivien.

## Lage im Nahraum
Das Municipio Machacamarca ist eines von zwei Municipios in der Provinz Pantaleón Dalence. Es grenzt im Norden und Westen an die Provinz Cercado, im Süden an die Provinz Poopó und im Osten an das Municipio Huanuni.
Der zentrale Ort des Municipios ist die Kleinstadt Machacamarca mit 2749 Einwohnern (2012) am Uru-Uru-See im mittleren Bereich des Municipios.

## Geographie
Das Municipio Machacamarca liegt am östlichen Rand des bolivianischen Altiplano und umfasst Teile der Cordillera Azanaques, die zur Cordillera Central gehört. Das Municipio wird durchflossen vom Río Huanuni, der in den Uru-Uru-See mündet. Das Klima ist kalt-trocken, die Vegetation die der Puna.
Die Jahresdurchschnittstemperatur liegt bei etwa 10 °C (siehe Klimadiagramm Oruro) und schwankt im Jahresverlauf zwischen 6 °C im Juni/Juli und 14 °C im November. Der Jahresniederschlag liegt bei niedrigen 400 mm und weist eine lange Trockenzeit von April bis November auf, nur in den Sommermonaten von Dezember bis März fallen nennenswerte Niederschläge zwischen 60 und 80 mm.

## Bevölkerung
Die Einwohnerzahl des Municipio Machacamarca war zwischen 1992 und 2024 deutlichen Schwankungen unterworfen:
| Jahr | Einwohner | Quelle       |
| ---- | --------- | ------------ |
| 1992 | 5218      | Volkszählung |
| 2001 | 4180      | Volkszählung |
| 2012 | 4820      | Volkszählung |
| 2024 | 6096      | Volkszählung |

Die Bevölkerungsdichte des Municipios bei der letzten Volkszählung von 2924 betrug 17,7 Einwohner/km², der Anteil der städtischen Bevölkerung ist 57,0 Prozent. Die Lebenserwartung der Neugeborenen lag im Jahr 2001 bei 63,4 Jahren.
Der Alphabetisierungsgrad bei den über 19-Jährigen beträgt 83 Prozent, und zwar 95 Prozent bei Männern und 73 Prozent bei Frauen (2001).

## Politik
Ergebnisse der Wahlen zum Gemeinderat (concejales del municipio) bei den Regionalwahlen vom 4. April 2010:
| Wahl- berechtigte |  | Wahl- beteiligung | gültige Stimmen |  | MSM    | MAS-IPSP | UN     |
| ----------------- |  | ----------------- | --------------- |  | ------ | -------- | ------ |
| 2.348             |  | 2.085             | 1.566           |  | 585    | 544      | 437    |
|                   |  | 88,8 %            | 75,1 %          |  | 37,4 % | 34,7 %   | 27,9 % |

Ergebnis der Regionalwahlen (elecciones de autoridades políticas) vom 7. März 2021:
| Wahl- berechtigte |  | Wahl- beteiligung | gültige Stimmen |  | MAS-IPSP | BST     | UN SOL PARA ORURO | C-A    | PP     | FPV    |
| ----------------- |  | ----------------- | --------------- |  | -------- | ------- | ----------------- | ------ | ------ | ------ |
| 2.789             |  | 2.448             | 2.135           |  | 941      | 623     | 225               | 139    | 106    | 28     |
|                   |  | 87,77 %           | 87,21 %         |  | 44,07 %  | 29,18 % | 10,54 %           | 6,51 % | 4,96 % | 1,31 % |

## Gliederung
Das Municipio unterteilt sich in die folgenden beiden Kantone (cantones):
- 04-0702-01 Kanton Machacamarca – 2 Ortschaften – 2.804 Einwohner (Volkszählung 2012)
- 04-0702-02 Kanton Vicente Ascarrunz – 18 Ortschaften – 2.016 Einwohner

## Ortschaften im Municipio Machacamarca
- Kanton Machacamarca
  - Machacamarca 2749 Einw.

- Kanton Vicente Ascarrunz
  - Sora 493 Einw. – Realenga 356 Einw. – Sora Sora 99 Einw.